# Causse-de-la-Selle
 Causse-de-la-Selle  es una población y comuna francesa, situada en la región de Languedoc-Rosellón, departamento de Hérault, en el distrito de Montpellier y cantón de Saint-Martin-de-Londres.
En la comuna se encuentran las gargantas del Hérault, un cañón del río Hérault que ha sido distinguido como un Gran Sitio de Francia en junio de 2010.

## Demografía
| 184 | 169 | 188 | 171 | 194 | 291 |
| Para los censos de 1962 a 1999 la población legal corresponde a la población sin duplicidades (Fuente: INSEE [Consultar]) |     |     |     |     |     |